# العلاقات السويدية الفنلندية
العلاقات السويدية الفنلندية هي العلاقات الثنائية التي تجمع بين السويد وفنلندا.

## مقارنة بين البلدين
هذه مقارنة عامة ومرجعية للدولتين:
| وجه المقارنة                                              | السويد                                                                               | فنلندا                                                                               |
| --------------------------------------------------------- | ------------------------------------------------------------------------------------ | ------------------------------------------------------------------------------------ |
| المساحة (كم2)                                             | 450.30 ألف                                                                           | 338.42 ألف                                                                           |
| عدد السكان (نسمة)                                         | 10.16 مليون                                                                          | 5.52 مليون                                                                           |
| الكثافة السكانية (ن./كم²)                                 | 22.56                                                                                | 16.31                                                                                |
| العاصمة                                                   | ستوكهولم                                                                             | هلسنكي                                                                               |
| اللغة الرسمية                                             | اللغة السويدية، لغات السامي، اللغة الفنلندية، منكيلي، اللغة الرومنية، اللغة اليديشية | اللغة الفنلندية، اللغة السويدية                                                      |
| العملة                                                    | كرونة سويدية                                                                         | يورو، ماركا فنلندية                                                                  |
| الناتج المحلي الإجمالي (بليون دولار)                      | 538.04 مليار                                                                         | 251.88 مليار                                                                         |
| الناتج المحلي الإجمالي (تعادل القوة الشرائية) بليون دولار | 469.01 مليار                                                                         | 231.84 مليار                                                                         |
| الناتج المحلي الإجمالي الاسمي للفرد دولار أمريكي          | 50.58 ألف                                                                            | 42.31 ألف                                                                            |
| الناتج المحلي الإجمالي للفرد دولار أمريكي                 | 45.30 ألف                                                                            | 40.68 ألف                                                                            |
| مؤشر التنمية البشرية                                      | 0.907                                                                                | 0.883                                                                                |
| رمز المكالمات الدولي                                      | +46                                                                                  | +358                                                                                 |
| رمز الإنترنت                                              | .se                                                                                  | .fi                                                                                  |
| المنطقة الزمنية                                           | توقيت وسط أوروبا، ت ع م+01:00، ت ع م+02:00، أوروبا/ستوكهولم ‏                         | ت ع م+02:00، ت ع م+03:00، أوروبا/هلسنكي ‏، توقيت شرق أوروبا، توقيت شرق أوروبا الصيفي ‏ |

## مدن متوأمة
في ما يلي قائمة باتفاقيات التوأمة بين مدن سويدية وفنلندية:
- ترتبط Eksjö Municipality [الإنجليزية]‏ مع Karis [الإنجليزية]‏ باتفاقية توأمة.
- ترتبط Strömsund Municipality [الإنجليزية]‏ مع Hausjärvi [الإنجليزية]‏ باتفاقية توأمة.
- ترتبط Oxelösund [الإنجليزية]‏ مع كاركيلا باتفاقية توأمة.
- ترتبط Vänersborg Municipality [الإنجليزية]‏ مع كناسألا باتفاقية توأمة.
- ترتبط Hudiksvall Municipality [الإنجليزية]‏ مع Kaskinen [الإنجليزية]‏ باتفاقية توأمة.
- ترتبط Högsby Municipality [الإنجليزية]‏ مع  باتفاقية توأمة.
- ترتبط Kil Municipality [الإنجليزية]‏ مع Laihia [الإنجليزية]‏ باتفاقية توأمة.
- ترتبط بلدية أورست مع Teuva [الإنجليزية]‏ باتفاقية توأمة منذ 2007.
- ترتبط Uppsala Municipality [الإنجليزية]‏ مع هامينلينا باتفاقية توأمة منذ 1989.[14][14][14]
- ترتبط Söderhamn [الإنجليزية]‏ مع جاكوبستاد باتفاقية توأمة.
- ترتبط Höör Municipality [الإنجليزية]‏ مع Soini, Finland [الإنجليزية]‏ باتفاقية توأمة.
- ترتبط نورتليه مع فيهتي باتفاقية توأمة.
- ترتبط فاكسيو مع لوهيا باتفاقية توأمة منذ 1997.[15][16][17][18]
- ترتبط Trollhättan Municipality [الإنجليزية]‏ مع كيرافا باتفاقية توأمة.[19]
- ترتبط Borgholm Municipality [الإنجليزية]‏ مع كورسناس باتفاقية توأمة.
- ترتبط Enköping Municipality [الإنجليزية]‏ مع يوفاسكولا باتفاقية توأمة منذ 1987.[20][20][20][20]
- ترتبط بلدية سولنتونا مع توسولا باتفاقية توأمة.
- ترتبط Alingsås Municipality [الإنجليزية]‏ مع Karis [الإنجليزية]‏ باتفاقية توأمة.
- ترتبط Askersund Municipality [الإنجليزية]‏ مع Eura [الإنجليزية]‏ باتفاقية توأمة.
- ترتبط Umeå Municipality [الإنجليزية]‏ مع فآسا باتفاقية توأمة منذ 1992.[21][22][23][24]
- ترتبط Lindesberg Municipality [الإنجليزية]‏ مع Kuusankoski [الإنجليزية]‏ باتفاقية توأمة.
- ترتبط Eskilstuna Municipality [الإنجليزية]‏ مع يوفاسكولا باتفاقية توأمة.
- ترتبط غوتنبرغ مع توركو باتفاقية توأمة منذ 1946.[25][26][27][28]
- ترتبط Lysekil Municipality [الإنجليزية]‏ مع Hirvensalmi [الإنجليزية]‏ باتفاقية توأمة.
- ترتبط Mjölby Municipality [الإنجليزية]‏ مع Hankasalmi [الإنجليزية]‏ باتفاقية توأمة.
- ترتبط Munkedal Municipality [الإنجليزية]‏ مع كيركونومي باتفاقية توأمة.
- ترتبط بلدية أبلاندس-برو مع لمبالا باتفاقية توأمة.
- ترتبط Strömstad Municipality [الإنجليزية]‏ مع Konnevesi [الإنجليزية]‏ باتفاقية توأمة.
- ترتبط Arboga Municipality [الإنجليزية]‏ مع هولولا باتفاقية توأمة.
- ترتبط Bollnäs Municipality [الإنجليزية]‏ مع Kankaanpää [الإنجليزية]‏ باتفاقية توأمة.
- ترتبط Södertälje Municipality [الإنجليزية]‏ مع Forssa [الإنجليزية]‏ باتفاقية توأمة منذ 1999.
- ترتبط Kristianstad Municipality [الإنجليزية]‏ مع إسبو باتفاقية توأمة منذ 1992.
- ترتبط ترولهتان مع كيرافا باتفاقية توأمة.[19]
- ترتبط بلدية كوثنبورغ مع توركو باتفاقية توأمة منذ 10 أكتوبر 2015.[29][29][29][29]
- ترتبط Tierp Municipality [الإنجليزية]‏ مع Forssa [الإنجليزية]‏ باتفاقية توأمة.
- ترتبط Söderhamn Municipality [الإنجليزية]‏ مع جاكوبستاد باتفاقية توأمة.
- ترتبط Sollefteå Municipality [الإنجليزية]‏ مع نوكارلبي [الإنجليزية]‏ باتفاقية توأمة.
- ترتبط Varberg Municipality [الإنجليزية]‏ مع أوسيكاوبونكي باتفاقية توأمة.
- ترتبط Hällefors Municipality [الإنجليزية]‏ مع Pohja [الإنجليزية]‏ باتفاقية توأمة.
- ترتبط Älvsbyn Municipality [الإنجليزية]‏ مع Haapavesi [الإنجليزية]‏ باتفاقية توأمة.
- ترتبط Härryda Municipality [الإنجليزية]‏ مع Laitila [الإنجليزية]‏ باتفاقية توأمة.
- ترتبط Hofors Municipality [الإنجليزية]‏ مع Kontiolahti [الإنجليزية]‏ باتفاقية توأمة.
- ترتبط Sigtuna Municipality [الإنجليزية]‏ مع رايسيو باتفاقية توأمة منذ 1991.
- ترتبط Ljungby Municipality [الإنجليزية]‏ مع Paimio [الإنجليزية]‏ باتفاقية توأمة.
- ترتبط بلدية سولنا مع Pirkkala [الإنجليزية]‏ باتفاقية توأمة منذ 2001.[30][30][30][30]
- ترتبط Kiruna Municipality [الإنجليزية]‏ مع روفانييمي باتفاقية توأمة.[31]
- ترتبط Ängelholm Municipality [الإنجليزية]‏ مع Maaninka [الإنجليزية]‏ باتفاقية توأمة.
- ترتبط بلدية مالمو [الإنجليزية]‏ مع فآسا باتفاقية توأمة منذ 1988.[32][32][32][32]
- ترتبط Kalix Municipality [الإنجليزية]‏ مع Pielavesi [الإنجليزية]‏ باتفاقية توأمة.
- ترتبط Kumla Municipality [الإنجليزية]‏ مع Sipoo [الإنجليزية]‏ باتفاقية توأمة.
- ترتبط Skellefteå Municipality [الإنجليزية]‏ مع رآهي باتفاقية توأمة منذ 1 أبريل 1968.
- ترتبط بلدية إسلوف مع جاكوبستاد باتفاقية توأمة.
- ترتبط Sollefteå [الإنجليزية]‏ مع نوكارلبي [الإنجليزية]‏ باتفاقية توأمة.
- ترتبط Kalmar Municipality [الإنجليزية]‏ مع سافونلينا باتفاقية توأمة منذ 17 مايو 1991.[33][34][35][36]
- ترتبط Sunne Municipality [الإنجليزية]‏ مع سيلنيارفي باتفاقية توأمة.
- ترتبط Örnsköldsvik Municipality [الإنجليزية]‏ مع آنيكوسكي باتفاقية توأمة.
- ترتبط Boden Municipality [الإنجليزية]‏ مع أولو باتفاقية توأمة.
- ترتبط فيسبي مع ماريهامن باتفاقية توأمة.
- ترتبط Kristinehamn Municipality [الإنجليزية]‏ مع سينايوكي باتفاقية توأمة.
- ترتبط Vadstena Municipality [الإنجليزية]‏ مع Naantali [الإنجليزية]‏ باتفاقية توأمة.
- ترتبط Falkenberg Municipality [الإنجليزية]‏ مع Pieksämäki [الإنجليزية]‏ باتفاقية توأمة.
- ترتبط Huddinge Municipality [الإنجليزية]‏ مع فانتا باتفاقية توأمة.
- ترتبط Nora Municipality [الإنجليزية]‏ مع Köyliö [الإنجليزية]‏ باتفاقية توأمة.
- ترتبط إسكيلستونا مع يوفاسكولا باتفاقية توأمة منذ 1961.
- ترتبط Tanum Municipality [الإنجليزية]‏ مع Merimasku [الإنجليزية]‏ باتفاقية توأمة.
- ترتبط Karlstad Municipality [الإنجليزية]‏ مع نوكيا باتفاقية توأمة.[37]
- ترتبط ستوكهولم مع هلسنكي باتفاقية توأمة.
- ترتبط Linköping Municipality [الإنجليزية]‏ مع يوينسو باتفاقية توأمة.[38]
- ترتبط Borås Municipality [الإنجليزية]‏ مع ميكيلي باتفاقية توأمة.
- ترتبط بلدية ياليفاره مع کيتيلا [الإنجليزية]‏ باتفاقية توأمة.
- ترتبط Lidköping Municipality [الإنجليزية]‏ مع كوفولا باتفاقية توأمة.
- ترتبط Luleå Municipality [الإنجليزية]‏ مع كيمي باتفاقية توأمة.[39]
- ترتبط Landskrona Municipality [الإنجليزية]‏ مع كوتكا باتفاقية توأمة منذ 1940.[40][41]
- ترتبط Härnösand Municipality [الإنجليزية]‏ مع كوكولا باتفاقية توأمة.
- ترتبط Emmaboda Municipality [الإنجليزية]‏ مع نوكارلبي [الإنجليزية]‏ باتفاقية توأمة.
- ترتبط Skövde Municipality [الإنجليزية]‏ مع فاملا باتفاقية توأمة.[42]
- ترتبط Norberg Municipality [الإنجليزية]‏ مع Nastola [الإنجليزية]‏ باتفاقية توأمة.
- ترتبط بلدية أوسترسوند [الإنجليزية]‏ مع كايآني باتفاقية توأمة.
- ترتبط Malung-Sälen Municipality [الإنجليزية]‏ مع Ylivieska [الإنجليزية]‏ باتفاقية توأمة.
- ترتبط Jönköping Municipality [الإنجليزية]‏ مع كووبيو باتفاقية توأمة منذ 2001.[43][44][45][46]
- ترتبط بلدية أونيه [الإنجليزية]‏ مع Oravais [الإنجليزية]‏ باتفاقية توأمة منذ 1996.
- ترتبط Karlskoga Municipality [الإنجليزية]‏ مع ريهيماكي باتفاقية توأمة منذ 1963.
- ترتبط Ale Municipality [الإنجليزية]‏ مع Ruukki [الإنجليزية]‏ باتفاقية توأمة.
- ترتبط Ljusnarsberg Municipality [الإنجليزية]‏ مع Lapinlahti [الإنجليزية]‏ باتفاقية توأمة.
- ترتبط Gävle Municipality [الإنجليزية]‏ مع راوما باتفاقية توأمة.
- ترتبط Stenungsund [الإنجليزية]‏ مع Huittinen [الإنجليزية]‏ باتفاقية توأمة.
- ترتبط Västerås Municipality [الإنجليزية]‏ مع لاهتي باتفاقية توأمة منذ 2012.[47][48][49][50]
- ترتبط Vimmerby Municipality [الإنجليزية]‏ مع Kauhava [الإنجليزية]‏ باتفاقية توأمة.
- ترتبط Norrköping Municipality [الإنجليزية]‏ مع تامبيري باتفاقية توأمة.
- ترتبط Region Gotland [الإنجليزية]‏ مع ماريهامن باتفاقية توأمة.
- ترتبط Åmål Municipality [الإنجليزية]‏ مع Loimaa [الإنجليزية]‏ باتفاقية توأمة.
- ترتبط Motala Municipality [الإنجليزية]‏ مع هوفينكا باتفاقية توأمة.
- ترتبط Lund Municipality [الإنجليزية]‏ مع بورفو باتفاقية توأمة منذ 1990.[51][52][53]
- ترتبط Bräcke Municipality [الإنجليزية]‏ مع Pedersöre [الإنجليزية]‏ باتفاقية توأمة.
- ترتبط Höganäs Municipality [الإنجليزية]‏ مع Lieto [الإنجليزية]‏ باتفاقية توأمة.
- ترتبط Lycksele Municipality [الإنجليزية]‏ مع Ähtäri [الإنجليزية]‏ باتفاقية توأمة.
- ترتبط Säffle Municipality [الإنجليزية]‏ مع مانتهارجو [الإنجليزية]‏ باتفاقية توأمة.
- ترتبط Växjö Municipality [الإنجليزية]‏ مع لوهيا باتفاقية توأمة منذ 1991.[15][16][54][55]
- ترتبط بلدية تابي مع يارفنبا باتفاقية توأمة.
- ترتبط Leksand Municipality [الإنجليزية]‏ مع Oulainen [الإنجليزية]‏ باتفاقية توأمة.
- ترتبط Örebro Municipality [الإنجليزية]‏ مع لابينرنتا باتفاقية توأمة منذ 1946.
- ترتبط Ulricehamn [الإنجليزية]‏ مع لمبالا باتفاقية توأمة.
- ترتبط نورشوبينغ مع تامبيري باتفاقية توأمة.
- ترتبط Ragunda Municipality [الإنجليزية]‏ مع Karstula [الإنجليزية]‏ باتفاقية توأمة.
- ترتبط Stenungsund Municipality [الإنجليزية]‏ مع Huittinen [الإنجليزية]‏ باتفاقية توأمة منذ 14 أكتوبر 2009.[56][56][57][57]
- ترتبط كريستيانستاد مع إسبو باتفاقية توأمة منذ 2004.
- ترتبط Tyresö Municipality [الإنجليزية]‏ مع بورفو باتفاقية توأمة منذ 2008.
- ترتبط Ljusdal Municipality [الإنجليزية]‏ مع إيكالينين باتفاقية توأمة.
- ترتبط Västervik Municipality [الإنجليزية]‏ مع Närpes [الإنجليزية]‏ باتفاقية توأمة.
- ترتبط Ludvika Municipality [الإنجليزية]‏ مع إيماترا باتفاقية توأمة.
- ترتبط بلدية فالشوبنغ مع Kokemäki [الإنجليزية]‏ باتفاقية توأمة منذ 2004.[58]

## منظمات دولية مشتركة
يشترك البلدان في عضوية مجموعة من المنظمات الدولية، منها:
| علم المنظمة | اسم المنظمة                               | تاريخ انضمام السويد | تاريخ انضمام فنلندا |
| ----------- | ----------------------------------------- | ------------------- | ------------------- |
|             | منظمة التعاون الاقتصادي والتنمية          | ?                   | 1969                |
|             | الفريق المعني برصد الأرض                  | ?                   | ?                   |
|             | منظمة حظر الأسلحة الكيميائية              | ?                   | ?                   |
|             | البنك الإفريقي للتنمية                    | ?                   | ?                   |
|             | مجلس دول بحر البلطيق                      | ?                   | 1992                |
|             | مؤسسة التنمية الدولية                     | 24 سبتمبر 1960      | 29 ديسمبر 1960      |
|             | نظام تحكم تكنولوجيا القذائف               | 1991                | 1991                |
|             | يونسكو                                    | 23 يناير 1950       | 10 أكتوبر 1956      |
|             | مجلس أوروبا                               | ?                   | 5 مايو 1989         |
|             | Strategic Airlift Capability ‏             | ?                   | ?                   |
|             | الاتحاد البريدي العالمي                   | ?                   | ?                   |
|             | البنك الدولي للإنشاء والتعمير             | 31 أغسطس 1951       | 14 يناير 1948       |
|             | المجلس القطبي                             | ?                   | 1996                |
|             | المرصد الأوروبي الجنوبي                   | 1962                | 2004                |
|             | مؤسسة التمويل الدولية                     | 20 يوليو 1956       | 20 يوليو 1956       |
|             | المنظمة الأوروبية لسلامة الملاحة الجوية   | 1995                | 2001                |
|             | وكالة الفضاء الأوروبية                    | ?                   | 1969                |
|             | بنك التنمية الآسيوي                       | 1966                | 1966                |
|             | الاتحاد الأوروبي                          | 1995                | 1995                |
|             | وكالة ضمان الاستثمار متعدد الأطراف        | 12 أبريل 1988       | 28 ديسمبر 1988      |
|             | الأمم المتحدة                             | 19 نوفمبر 1946      | 14 ديسمبر 1955      |
|             | الوكالة الدولية للطاقة                    | ?                   | ?                   |
|             | مركز تنسيق الحركة في أوروبا ‏              | ?                   | ?                   |
|             | Nordic Battlegroup ‏                       | ?                   | ?                   |
|             | منظمة التجارة العالمية                    | 1995                | 1995                |
|             | منظمة الشرطة الجنائية الدولية             | ?                   | ?                   |
|             | منظمة الأمن والتعاون في أوروبا            | 25 يونيو 1973       | 25 يونيو 1973       |
|             | المجلس الشمالي                            | 16 مارس 1952        | 1955                |
|             | اتفاقية السماوات المفتوحة                 | ?                   | ?                   |
|             | المنظمة الهيدروغرافية الدولية             | ?                   | ?                   |
|             | الاتحاد الدولي للاتصالات                  | 1866                | 1 سبتمبر 1920       |
|             | المركز الدولي لتسوية المنازعات الاستشارية | 28 يناير 1967       | 8 فبراير 1969       |
|             | مجموعة أستراليا                           | 1991                | 1991                |
|             | مجموعة الموردين النوويين                  | ?                   | ?                   |

## أعلام
هذه قائمة لبعض الشخصيات التي تربطها علاقات بالبلدين:
- أليسيا فيكاندير (3 أكتوبر 1988[72][73] – )
- أولا تويفونين (لاعب كرة قدم سويدي، 3 يوليو 1986[74] – )
- أولوف بالمه (سياسي سويدي، 30 يناير 1927[75][76][77] – 28 فبراير 1986[75][76][77])
- الأمير دانيال دوق فسترغوتلاند (أمير سويدي، 15 سبتمبر 1973 – )
- الأميرة أستل (أميرة من السويد ، دوقة أوسترجوتلاند، 23 فبراير 2012 – )
- بير إفيند سفينهوفد (15 ديسمبر 1861[78] – 29 فبراير 1944[78])
- توفي يانسون (9 أغسطس 1914[79][80][81] – 27 يونيو 2001[79][80][81])
- تيدي لوشيتش (لاعب كرة قدم سويدي، 15 أبريل 1973[82] – )
- رامي شعبان (لاعب كرة قدم سويدي، 30 يونيو 1975[83] – )
- زفن غوران إيريكسون (لاعب ومدرب كرة قدم سويدي، 5 فبراير 1948 – )
- ستيفان لوفن (سياسي سويدي، 21 يوليو 1957[84] – )
- فولك برنادوت (دبلوماسي سويدي، 2 يناير 1895[85] – 17 سبتمبر 1948[86][87][88])
- كارل غوستاف إميل مانرهايم (4 يونيو 1867[89][90][91] – 27 يناير 1951[90][91][92])
- ماركوس بيرسون (مصمم ومبرمج ألعاب فديو، 1 يونيو 1979 – )
- ميكو ألبورنوز (لاعب كرة قدم تشيلي، 30 نوفمبر 1990[93] – )

## وصلات خارجية
- موقع وزارة الخارجية السويدية
- موقع وزارة الخارجية الفنلندية